# Nomada truttarum
Nomada truttarum is een vliesvleugelig insect uit de familie bijen en hommels (Apidae). De wetenschappelijke naam van de soort is voor het eerst geldig gepubliceerd in 1909 door Theodore Dru Alison Cockerell.